# Jan Kaja (ekonomista)

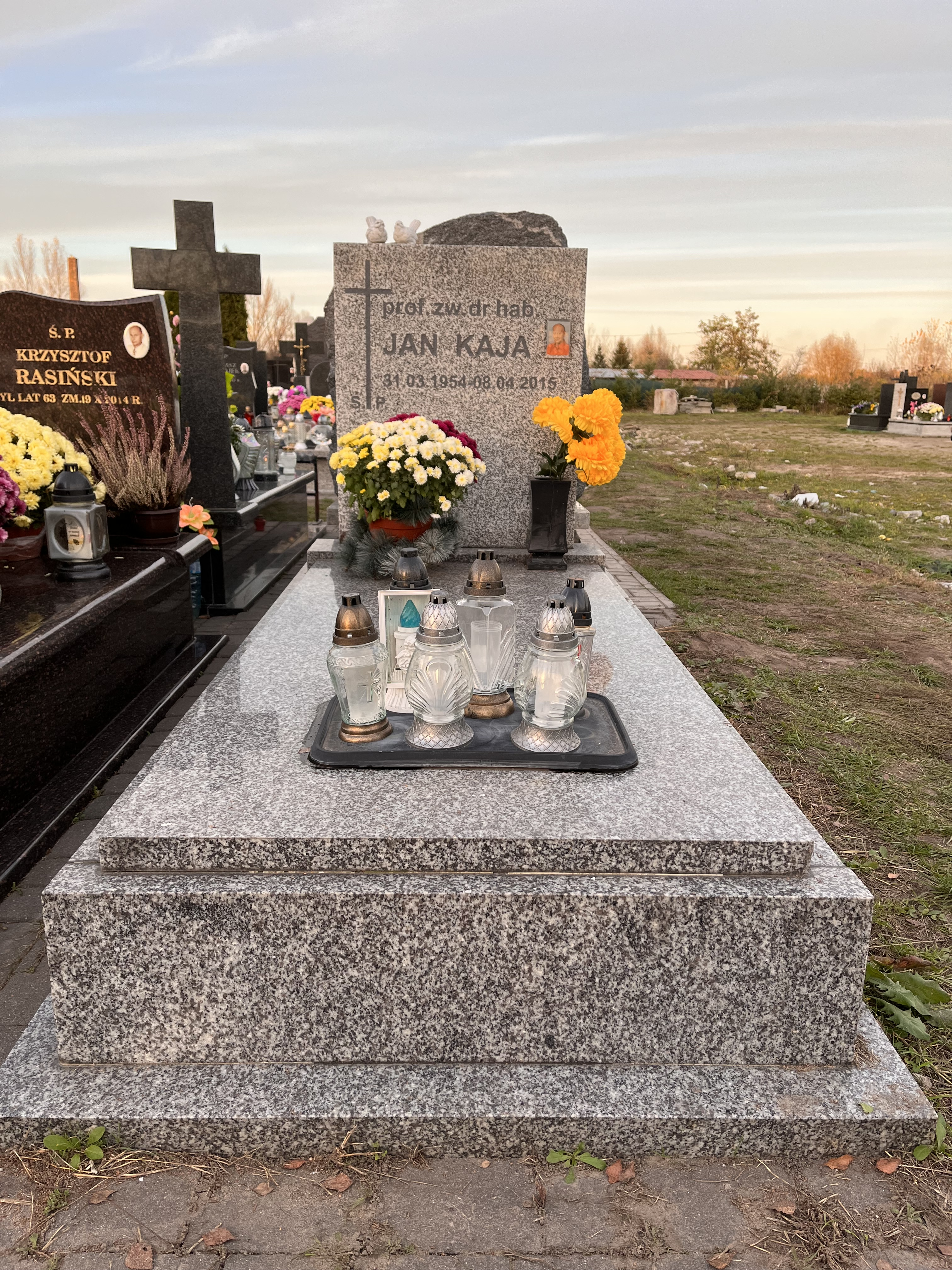
Grób Jana Kaji na Cmentarzu Poległych w Radzyminie (2022)

Jan Kaja (ur. 31 marca 1954 w Bielsku-Białej, zm. 8 kwietnia 2015 w Radzyminie) – polski ekonomista, profesor zwyczajny, kierownik Zakładu Polityki Gospodarczej (dawniej Katedra Polityki Gospodarczej) Szkoły Głównej Handlowej w Warszawie.
Specjalizował się w teorii ekonomii i polityce gospodarczej oraz w gospodarce Japonii (głównie w systemie rolnym). Twórca określenia „metodologia badań deskryptywnych”, powstałego na podstawie obserwacji badań społecznych przeprowadzanych przez japońskich ekonomistów, szczególnie Etsuo Yoshino z Uniwersytetu Hokkaido.
Absolwent SGPiS i pracownik tej uczelni w latach 1977–2015. Funkcje pełnione w SGPiS/SGH:
- 1980 – uzyskanie stopnia doktora nauk ekonomicznych[5]
- 1985 – uzyskanie stopnia doktora habilitowanego
- 1985–1992 – dyrektor Instytutu Cybernetyki i Zarządzania SGPiS[5]
- 1993 – zatrudnienie na stanowisku profesora nadzwyczajnego w SGH
- 1987–1990 – członek Senatu SGPiS
- 1993–1996 – prodziekan Kolegium Zarządzania i Finansów SGH.
- 1995 – uzyskanie tytułu naukowego profesora nauk ekonomicznych[5]
- 1999 – zatrudnienie na stanowisku profesora zwyczajnego w SGH
- 1999 – rozpoczęcie wydawania czasopisma naukowego „Polityka gospodarcza”, objęcie funkcji redaktora naczelnego[6]
- 1999–2001 – przewodniczący Senackiej Komisji Programowej SGH[5]
- 1994–2006 – kierownik Katedry Polityki Gospodarczej SGH
- 2007–2013 – kierownik Zakładu Polityki Krajowej i Międzynarodowych Analiz Deskryptywnych Katedry Polityki Gospodarczej SGH[5]
- 2014–2015 – Kierownik Zakładu Polityki Gospodarczej Instytutu Ekonomii Politycznej, Prawa i Polityki Gospodarczej SGH

Kierownik dwóch edycji Studiów Doktoranckich KZiF SGH oraz kilkunastu edycji studiów podyplomowych. Wśród wypromowanych przez niego doktorów znaleźli się: Krzysztof Piech i Anna Horodecka.
Odznaczony Medalem Komisji Edukacji Narodowej i odznaką honorową „Zasłużony dla Warmii i Mazur”. 18 września 2002 otrzymał Złoty Krzyż Zasługi za wzorowe, wyjątkowo sumienne wykonywanie obowiązków wynikających z pracy zawodowej.
Syn Władysława i Władysławy. Pochowany na Cmentarzu Poległych w Radzyminie.

## Publikacje
Opublikował około 160 publikacji naukowych, m.in.:
- Potrzeby mieszkaniowe i popyt mieszkaniowy. Spór o metodę. (wraz z Ryszardem Domańskim). Warszawa: Szkoła Główna Planowania i Statystyki, 1984.
- Cele społeczne w systemie gospodarczym. Warszawa: Szkoła Główna Planowania i Statystyki, 1984.
- Funkcjonowanie sfery inwestycji. Warszawa: Szkoła Główna Planowania i Statystyki, 1989.
- Japońska ekonomia deskryptywna, „Życie Gospodarcze” nr 50, 1992.
- Zarys polityki gospodarczej. Warszawa: Szkoła Główna Handlowa, 1994.
- Ekonomia japońska i japońskie fenomeny gospodarcze, Warszawa: Wydawnictwo Naukowe „Semper”, 1994.
- Eseje o japońskiej ekonomii i gospodarce, Warszawa: Wydawnictwo Naukowe „Semper”, 1996.
- Polityka gospodarcza. Wstęp do teorii, Warszawa: Szkoła Główna Handlowa, 1999 (wydanie I), 2002 (wydanie II rozszerzone), 2007 (wydanie III rozszerzone), 2014 (wydanie IV rozszerzone).
- Japońscy rolnicy w XX wieku, „Studia i Prace Kolegium Zarządzania i Finansów”, zeszyt nr 16, Warszawa 2000[10].
- Polityka gospodarcza. Wstęp do teorii, Wydanie II, Warszawa: Szkoła Główna Handlowa, 2002.
- Polityka gospodarcza jako zjawisko obiektywne, „Studia i Prace Kolegium Zarządzania i Finansów”, zeszyt nr 36, Warszawa 2003.
- Rozwój oraz polityka regionalna i lokalna w Polsce. (Redakcja naukowa wraz z Krzysztofem Piechem). Warszawa: Szkoła Główna Handlowa, 2005. ISBN 83-7378-147-1[11]
- Eseje o Japonii i Metodologii Deskryptywnej, Warszawa: Szkoła Główna Handlowa, 2015.